# Geerlof Wassink
Geerlof Wassink (Utrecht, 30 mei 1811 – Batavia, 17 oktober 1864) was een Nederlandse arts, generaal-majoor en chef van de Geneeskundige Dienst in Nederlands-Indië. Hij was werkzaam als arts in het Nederlandsch-Indisch Leger van 1830 tot 1864, en ontving de Militaire Willems-Orde voor moedig gedrag tijdens de derde militaire expeditie naar Bali in 1849.

## Opleiding en eerste jaren als officier van Gezondheid
Wassink werd in Utrecht geboren als vierde zoon van meester broodbakker Egbert Wassink en Johanna Knoppers. Hij toonde al op jonge leeftijd zijn belangstelling voor geneeskunde, en trad op 24 januari 1829 in dienst als "onbezoldigd kwekeling" bij de Rijkskweekschool voor militair geneeskundigen in Utrecht. Dit in navolging van zijn 1 jaar oudere broer Hendricus (1810-1832). In de maand oktober van datzelfde jaar werd hij benoemd tot officier van gezondheid 3de klasse bij de marine, en werd in februari 1830 in diezelfde rang overgeplaatst bij de troepen en hospitalen in Nederlands-Indië. Op 9 april 1830 vertrok hij met het schip Walcheren vanuit Vlissingen naar Batavia, waar hij op 15 augustus aan kwam.
Van 1830 tot 1839 is hij op de buitenposten, en meestal in oorlogsgebieden werkzaam geweest. Eind 1836 benoemd tot chirurgijn 2de klasse, werd hij in het jaar 1839 bevorderd tot chirurgijn-majoor. Na in de loop van 1843 bij het garnizoen te Willem I (Ambarawa) overgeplaatst te zijn, werd hij in 1844 verantwoordelijk voor de civiele en militaire geneeskundige dienst te Ambon. In februari 1845 werd hij naar Java opgeroepen, om vervolgens eind 1846 te worden benoemd tot dirigerend officier van gezondheid 2de klasse. In deze rang werd hij verantwoordelijk voor de geneeskundige dienst in de derde militaire afdeling op Java, te Soerabaja. In ditzelfde jaar ontving hij het onderscheidingsteken ingesteld voor langdurige dienst als officier. Kort na de introductie van de ethernarcose in Nederland (op 8 maart 1847) werd dit door Wassink reeds op 29 november van dat jaar in het hospitaal te Soerabaja voor het eerst in Nederlands Indië toegepast.

## 2e en 3e militaire expeditie naar Bali
In oktober 1848 werd Wassink buitengewoon bevorderd tot dirigerend officier van gezondheid 1ste klasse, “ter beloning van uitstekende diensten tijdens de 2de militaire expeditie naar Bali bewezen, zowel in de zorgvuldige voorbereiding van alles, als in de verpleging der gewonden”.
Voor zijn gedrag bij de derde militaire expeditie naar Bali in 1849, werd hij bij Koninklijk Besluit no. 44 van 11 december 1849 benoemd tot ridder 4de klasse van de Militaire Willems-Orde. De derde expeditie is beschreven in het gelijknamige boek van A.P.W. Weitzel en door A.J.A. Gerlach in zijn boek 'Neerlands heldenfeiten in Oost-Indië'.
Eind 1849 werd hij naar de 1ste militaire afdeling op Java overgeplaatst en met de geneeskundige directie van het militair hospitaal te Weltevreden (Batavia) belast.

## Oprichting Vroedvrouwenschool te Batavia
Wassink nam samen met chef van de Geneeskundige dienst van Nederlands-Indië dr. Willem Bosch het initiatief tot het oprichten van een vroedvrouwenschool. Hiertoe werd in 1850 een adviesaanvraag ingediend bij de Raad van Indië. Hierin liep Indië voor op de ontwikkelingen in Nederland, waar dergelijke opleidingen pas vanaf 1861 tot stand kwamen. Na toestemming werd de school voor Indische verloskundigen, net als de dokter Djawa-school voor Indische artsen, op het terrein van het Militair Hospitaal in Weltevreden gevestigd. Wassink was als dirigerend officier van Gezondheid belast met het toezicht op de school.

## Chef Geneeskundige Dienst Nederlands-Indië
Eind 1853 werd Wassink benoemd tot kolonel, chef geneeskundige dienst in Nederlands-Indië als opvolger van dr. Willem Bosch. Wassink gaf de aanzet tot hernieuwd onderzoek naar de werking van traditionele Indische kruiden. Hiertoe werd in 1850 een 'Hortus Medicus' op het Ziekenhuisterrein te Weltevreden ingericht. Voorts werden onderzoekers op pad gestuurd om kennis op te doen over middelen en werkwijze van de lokale traditionele Indische genezers. Enerzijds om farmacologische kennis te verwerven en anderzijds kwakzalverij te kunnen ontzenuwen. Wassink publiceerde hierover een artikelenreeks getiteld ‘Onderzoekingen naar de geneeskrachten van inlandsche geneesmiddelen’ in het Geneeskundig Tijdschrift voor Nederlandsch-Indië (GTNI), het tijdschrift waarop bijna alle Europese geneesheren in Indië waren geabonneerd.
Na een onafgebroken verblijf van ruim 25 jaar in Indië zag hij zich - vanwege zijn gezondheid - in het begin van 1856 genoodzaakt, een tweejarig verlof naar Nederland aan te vragen. In april 1857 van verlof in Indië teruggekeerd nam hij vanaf 15 mei van dat jaar zijn taken als chef van de geneeskundige dienst in Nederlands Indië weer op. 5 jaar later, in mei 1862, werd hem de persoonlijke rang toegekend van Generaal-Majoor.

## Hervormingen medisch onderwijs Nederlands-Indië
In 1863 diende Wassink hervormingsvoorstellen in om het curriculum van de dokter Djawa-school te versterken, het aantal leerlingen te verhogen en de uitrusting en positie van de dokters Djawa te verbeteren. De voorstellen werden door de Raad van Indië vrijwel alle afgewezen. Gouverneur-generaal L.A.J.W. baron Sloet van de Beele zond de hervormingsvoorstellen van Wassink inclusief de uitgebrachte adviezen echter met positief begeleidend schrijven naar minister van Koloniën, I.D. Fransen van de Putte. Na extra advies in Nederland te hebben ingewonnen nam de minister de voorstellen van Wassink vrijwel geheel over. Afgestudeerden kregen vanaf nu recht op een salaris; ze gingen hetzelfde salaris verdienen als onderwijzers in Indië al sinds 1858 kregen. Verder leek het alsof met de invoering van de hervormingsvoorstellen in 1864 duidelijkheid bestond over de positie van de afgestudeerden. Waar bij de oprichting van de school als doel was geformuleerd "het opleiden tot ‘het vak van Inlandschen geneeskundige en vaccinateur’", werd dit in 1864 veranderd in "het opleiden ‘tot practische genees- en heelkundigen’". Wassink overleed plotseling in oktober 1864. Hij werd begraven op zijn landgoed Penoembeng te Weltevreden.
Wassink werd geroemd vanwege zijn inspanningen de medische zorg, het geneeskundige onderwijs en de positie van Indische artsen en vroedvrouwen te verbeteren. Hij ontving hiervoor een eredoctoraat in de Geneeskunde van de Universiteit Utrecht, 27 februari 1857 (Rei medicae in studia Orientali praefectus primarius. Med. et Chir. Doctor). Promotor was prof. G.J. Loncq. In mei 1857 werd hij benoemd tot correspondent van de Koninklijke Nederlandse Academie van Wetenschappen.
Door zijn collega medicus en ichtyoloog Pieter Bleeker werd de vis Ostorhinchus wassinki in 1861 vernoemd naar Wassink om hem te eren .

## Onderscheidingen
Nederlandse onderscheidingen:
- in februari 1846: Onderscheidingsteken voor Langdurige Dienst als Officier, cijfer XXX;
- in december 1849: Ridder Militaire Willems-Orde 4e klasse;[1]
- in december 1852: Ridder in de Orde van de Nederlandse Leeuw;
- in november 1856: Commandeur in de Orde van de Eikenkroon.

Buitenlandse onderscheidingen:
- in mei 1856: commandeur in de Groothertogelijk Saksische Huisorde van de Waakzaamheid of van de Witte Valk;
- in februari 1859: commandeur 2de klasse in de orde van Albrecht van Saksen;
- in april 1861: ridderkruis in de orde van Franz Joseph.